# Diecezja Tenkodogo
Diecezja Tenkodogo – diecezja rzymskokatolicka w Burkina Faso. Powstała w 2012.